# Кошћани
Кошћани је насељено место у Босни и Херцеговини, у општини Доњи Вакуф. Административно припада Федерацији Босне и Херцеговине, односно њеном Средњобосанском кантону. Према попису становништва из 2013. у насељу је живело 19 становника, а већину популације чинили су Бошњаци.

## Становништво
По последњем службеном попису становништва из 1991. године, у насељу Кошћани живело је 84 становника. Етничку већину у селу чинили су Срби.
| Националност | 2013.       | 1991.       | 1981.        | 1971.        |
| Бошњаци      | 18 (94,74%) | —           | —            | 21 (8,86%)   |
| Срби         | —           | 83 (98,81%) | 106 (69,74%) | 208 (87,76%) |
| Хрвати       | —           | —           | —            | 6 (2,53%)    |
| Југословени  | —           | —           | 45 (29,61%)  | 2 (0,84%)    |
| Црногорци    | —           | —           | 1 (0,65%)    | —            |
| остали       | 1 (5,26%)   | 1 (1,2%)    | —            | —            |
| Укупно       | 19          | 84          | 152          | 237          |